# Naafkopf
Il Naafkopf (2570 m s.l.m.) è una montagna della Catena del Reticone, sottosezione delle Alpi Retiche occidentali.

## Descrizione
Si trova sul confine tra l'Austria, il Liechtenstein e la Svizzera, assumendo quindi la caratteristica di costituire una triplice frontiera tra i tre Paesi.